# Powiat raciborski (1743–1817)

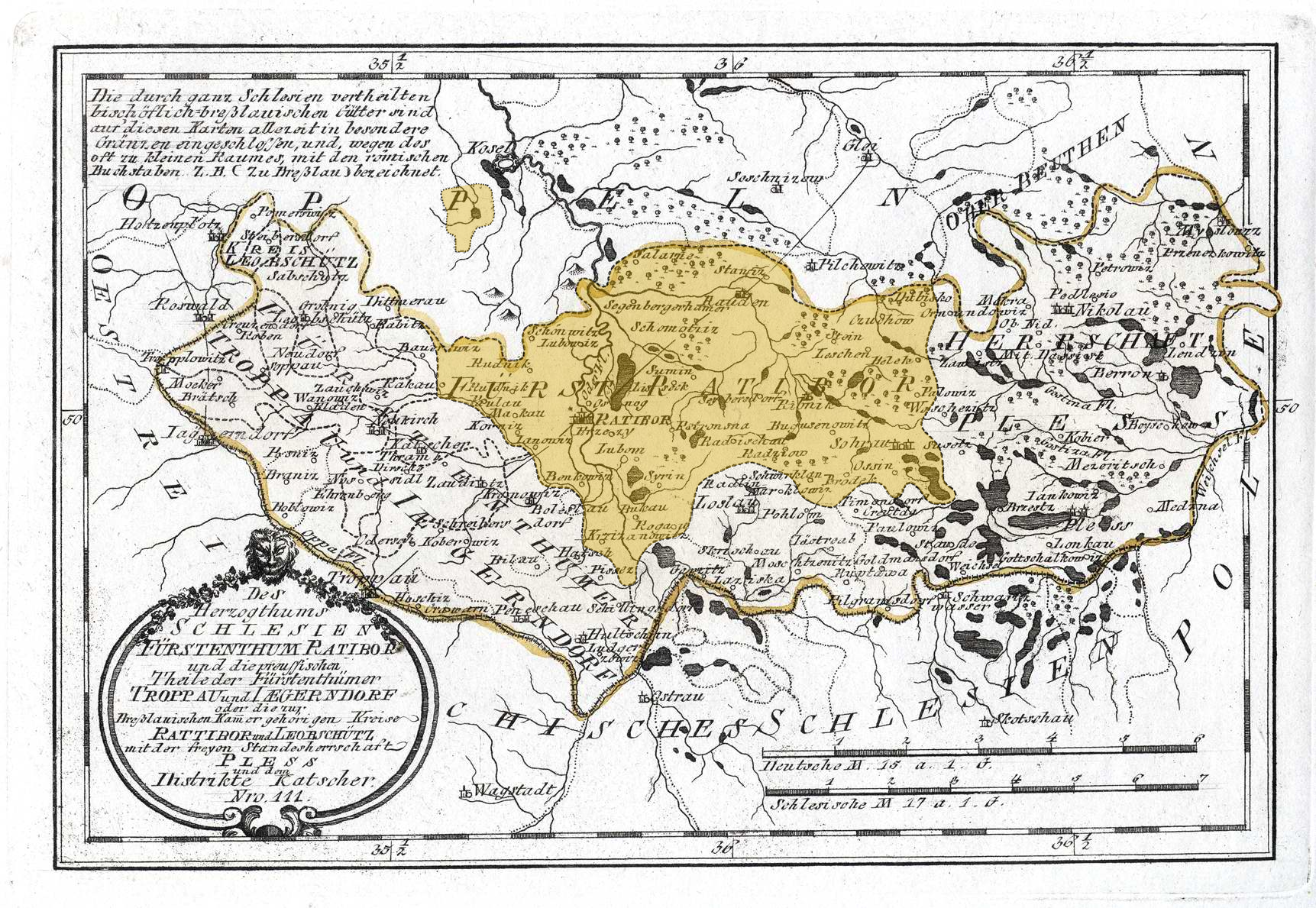
Mapa powiatu głubczyckiego, pszczyńskiego i raciborskiego z 1790 roku z zacieniowanym na żółto powiatem raciborskim

Powiat raciborski w latach 1743–1817 – dawna pruska jednostka terytorialna średniego szczebla z siedzibą w Raciborzu. Powstała 19 lutego 1743 roku a przestała istnieć po wprowadzeniu reformy administracyjnej z dniem 1 stycznia 1818 roku.
Powstanie powiatu wiąże się z zajęciem Śląska przez Prusy w następstwie I wojny śląskiej, kiedy to król pruski Fryderyk II Wielki 25 listopada 1741 roku wydał zarządzenie likwidujące księstwa i wolne państwa stanowe, wprowadzając w latach 1741–1743 na ich miejsce powiaty. Powiat raciborski został utworzony w dniu 19 lutego 1743 roku. Granice powiatu pokrywały się z dawnym księstwem raciborskim, a jedyną zmianą było dołączenie do powiatu niewielkiej enklawy ze wsiami: Dobieszów, Dobrosławice, Warmuntowice, Ucieszków i Maciowakrze. Według danych z 1787 roku powiat liczył około 1040 km² zamieszkane przez 47 686 osób. W jego obrębie znajdowały się trzy miasta (Racibórz, Żory oraz Rybnik) i 144 wsie.
Powiatem zarządzali landraci. Pierwszym landratem raciborskim był Karl Josef von Schimonsky (pełnił swe obowiązki w latach 1743–1759). Jego następcą w 1759 roku został Karl Erdmann von Lichnovsky. W latach 1760–1762, w czasie wojny siedmioletniej powiat znalazł się w rękach austriackich, którzy zachowali strukturę administracyjną powiatu, lecz obsadzili na jego czele własnego landrata, Josepha Matthäusa von Lippę. Po powrocie powiatu do granic Prus na tym stanowisku ponownie znalazł się Karl Erdmann von Lichnovsky, który ustąpił w 1763 roku. Następnym landratem, po blisko dwuletniej przerwie został Johann Heinrich von Wrochem, który pełnił tę funkcję w latach 1765–1798. W 1798 roku kolejnym landratem został syn Johanna Heinricha, Gustav Gottlob von Wrochem. Po jego śmierci w 1816 roku urząd objął Gottlob Adam Johann von Wrochem, który landratem powiatu raciborskiego pozostał także po reformie wprowadzonej 1 stycznia 1818 roku i pełnił tę funkcję do roku 1840.
10 maja 1817 roku dokonano reformy administracyjnej i podzielono Śląsk na nowe powiaty. Ziemie powiatu raciborskiego zostały podzielone głównie między nowy powiat raciborski oraz nowo powstały powiat rybnicki. Zarządzenie weszło w życie 1 stycznia 1818 roku.